# Kocham wolność
Kocham wolność – utwór grupy muzycznej Chłopcy z Placu Broni, znajdujący się na wydanym w 1990 r. albumie pt. O! Ela, jak również na kompilacyjnym albumie The Best – Kocham wolność z 2004 r. (w wersji „live”). Został zarejestrowany w warszawskim Studiu S4 wiosną 1989 r., tuż przed rozpoczęciem transformacji systemowej w Polsce, stając się jednym z najważniejszych polskich protest songów. Jest to zarazem jedna ze sztandarowych piosenek zespołu, zaliczana do grona najbardziej popularnych polskich przebojów muzycznych przełomu lat 80. i 90. XX wieku. Twórcą tekstu i muzyki jest Bogdan Łyszkiewicz.

## Znaczenie tekstu

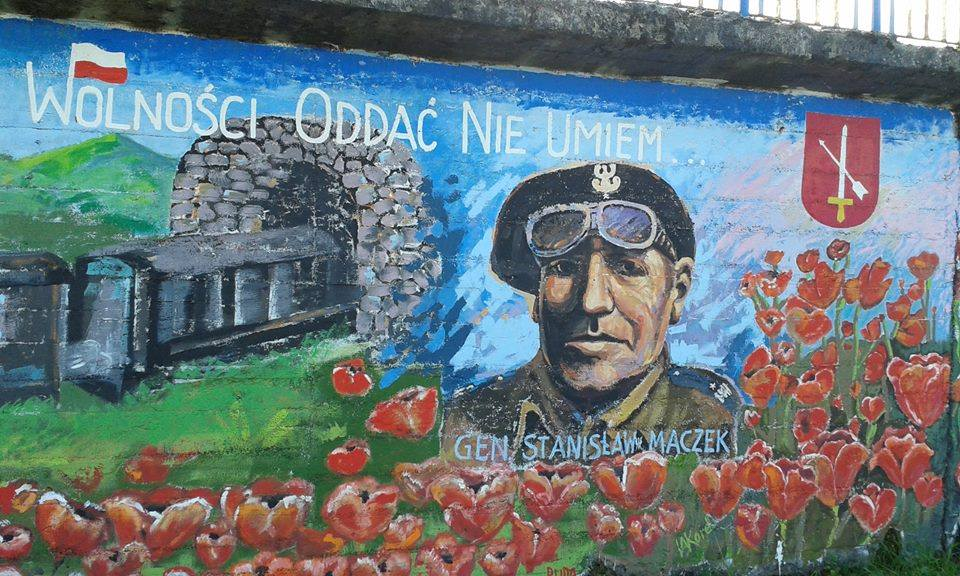
Cytat z utworu na muralu upamiętniającym gen. Stanisława Maczka na budynku stacji kolejowej w Ustrzykach Dolnych

Tekst piosenki podkreśla znaczenie wolności jako niezbywalnego i koniecznego warunku ludzkiej egzystencji („Wolności oddać nie umiem”).

## Popularność utworu
Piosenka zadebiutowała na Liście Przebojów Trójki 10 czerwca 1989 r., ostatecznie docierając do 2. miejsca (w notowaniu nr. 388) nieco ponad miesiąc później. W 2016 r. utwór znalazł się na pierwszym, a w 2017 r. – na trzecim miejscu notowania Polskiego Topu Wszech Czasów Programu Trzeciego Polskiego Radia.
8 sierpnia 2017 r. na portalu YouTube miała miejsce premiera teledysku do nowej aranżacji piosenki w wykonaniu Matheo & Damiana Ukeje (w ramach projektu „Legendy polskie”).
Utwór był wielokrotnie wykonywany podczas protestów i demonstracji skierowanych przeciwko działaniom rządów Zjednoczonej Prawicy w latach 2015–2023, gdzie nazywany był „hymnem wolności". Został on zaśpiewany przez zgromadzonych na scenie polskich artystów w trakcie zorganizowanego 1 października 2023 w Warszawie Marszu Miliona Serc, który w momencie kulminacyjnym liczył ok. miliona osób.

## Nagranie studyjne utworu
Nagrania utworu dokonano na sesji dla Rozgłośni Harcerskiej Polskiego Radia w studiu S4 w Warszawie.
- Realizacja nagrania – Leszek Kamiński[1].
- Produkcja ze strony Rozgłośni Harcerskiej – Paweł Sito, Bożena Sitek[1].

W nagraniu studyjnym utworu wzięli udział:
- Bogdan Łyszkiewicz – wokal
- Jarosław Kisiński – gitara
- Wojciech Namaczyński – perkusja
- Jacek Dyląg – gitara, chórki
- Henryk Baran (wówczas Lombard) – gitara basowa[1].